# Ennishöfði
Ennishöfði är en kulle i republiken Island. Den ligger i regionen Västfjordarna, i den västra delen av landet, 160 km norr om huvudstaden Reykjavík. Toppen på Ennishöfði är 283 meter över havet, eller 83 meter över den omgivande terrängen. Bredden vid basen är 5,1 km.
Det finns inga samhällen i närheten.